# 塞缪尔·威兰
塞缪尔·威兰（英語：Samuel Wieland，1977年7月25日—），澳大利亚男子射击运动员。他曾代表澳大利亚参加2002年英联邦运动会射击比赛，获得一枚金牌和一枚铜牌。他也曾参加2000年夏季奥林匹克运动会。